# Bubulcus
Bubulcus is een niet meer gebruikt geslacht van vogels uit de familie reigers (Ardeidae). Dit geslacht is samengevoegd met het geslacht Ardea en de twee soorten koereigers zijn dus verhuisd naar Ardea.
De naam komt van het Latijnse 'bubulcus', dat  ossendrijver betekent, naar het feit dat alle reigersoorten binnen dit geslacht de gewoonte hebben te foerageren rondom of bovenop runderen of paarden.

## Soorten
Het geslacht kende de volgende soorten:
- Bubulcus coromandus – Oostelijke koereiger
- Bubulcus ibis – Koereiger